# Ле-Мениль-Бакле
Ле-Мени́ль-Бакле́ (фр. Le Mesnil-Bacley) — коммуна во Франции, находится в регионе Нижняя Нормандия. Департамент коммуны — Кальвадос. Входит в состав кантона Ливаро. Округ коммуны — Лизьё.
Код INSEE коммуны — 14414.

## Население
Население коммуны на 2010 год составляло 221 человек.
| 1962 | 1968 | 1975 | 1982 | 1990 | 1999 | 2010 |
| ---- | ---- | ---- | ---- | ---- | ---- | ---- |
| 217  | 229  | 216  | 220  | 220  | 177  | 221  |

## Экономика
В 2010 году среди 129 человек трудоспособного возраста (15—64 лет) 87 были экономически активными, 42 — неактивными (показатель активности — 67,4 %, в 1999 году было 66,7 %). Из 87 активных жителей работали 79 человек (46 мужчин и 33 женщины), безработных было 8 (5 мужчин и 3 женщины). Среди 42 неактивных 11 человек были учениками или студентами, 19 — пенсионерами, 12 были неактивными по другим причинам.